# Victor von Boos zu Waldeck

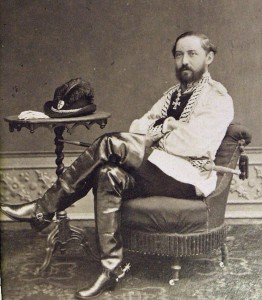
Victor von Boos zu Waldeck

Graf Victor Ladislaus Clemens Franz Johann von Boos zu Waldeck und Montfort (* 23. Februar 1840 in Prag; † 6. Juli 1916 in Wosseletz) war ein böhmischer Politiker, Grundbesitzer, Komponist, Übersetzer und Mäzen.

## Familie
Victor war der Sohn des Franz Anton Joseph Graf von Boos zu Waldeck und Montfort (1802–1887), k.k. Kämmerer, Eigentümer der Herrschaften Wosseletz (tschechisch Oselce) im Piseker Kreise und Alt-Smoliwec im selben Kreis und der Therese, geborene Györy de Radvany (1810–1873). Er entstammte aus dem alten rheinischen Adelsgeschlecht Boos zu Waldeck, welches 1790 in den Reichsgrafenstand erhoben wurde, und wuchs mit seinen beiden Schwestern Helene und Maria in Prag auf.
Boos-Waldeck heiratete am 3. August 1869 in Prag Elvira Freiin Malowetz von Malowitz und Kosoř (* 25. Januar 1850 in Waldheim; † 18. Januar 1931 in Wosseletz), mit der er auf dem väterlichen Schloss Wosseletz lebte, wo auch die fünf gemeinsamen Kinder Victor (1871–1973), Reinhold  (1876–1951), Maria Theresia (* 1882), Ernestine (1883–1947) und Elvira (1885–1984) geboren wurden.
Er war der Neffe von Joseph Graf von Boos zu Waldeck und Montfort (1798–1880), herzoglich-nassauischer Oberstleutnant und Mitbegründer des „Mainzer Adelsvereins“ zur Betreuung von Auswanderern nach den USA.

## Leben
Nach dem Tode seines Vaters erbte Victor das Schloss Wosseletz, das er zu seinem Lebensmittelpunkt machte. Die Güter in Smolivec einschließlich des Schlosses Starý Smolivec veräußerte er noch im selben Jahr an Karl Graf von Lilgenau auf Schlüsselburg und wurde Besitzer der Herrschaft Lazan-Desfours in Piseker Kreis. Er war k.k. Kämmerer und Ehrenritter des Deutschen Ritterordens, von 1881 bis 1887 Landtagsabgeordneter und von 1885 bis 1891 Reichsratsabgeordneter. Er gründete den Deutschen Nationalverein in Pilsen.
Als Kunstmäzen förderte Boos-Waldeck junge Künstler und komponierte selbst. Zu seinen bekanntesten Werken zählt eine Intonation des Gedichts Morgens steh' ich auf und frage von Heinrich Heine. In den 1890er Jahren wurde Schloss Wosseletz zu einem Treffpunkt von Künstlern und Komponisten. Gäste des Grafen waren in dieser Zeit u. a. Jaroslav Vrchlický, Josef Václav Sládek, Josef Svatopluk Machar, Václav Tallich, Oskar Nedbal, Josef Suk und Adolf Hofmeister. 1899 erschien seine deutsche Übersetzung von Jaroslav Vrchlickýs Epos „Bar-Kochba“, die er Bertha von Suttner widmete.

## Werke
- 50 Lieder und Gesänge mit Begleitung des Pianoforte. Röder'schen Officin, Leipzig.
- Jaroslav Vrchlický: Bar-Kochba. Dichtung. Ins Deutsche übersetzt von Victor Graf Boos-Waldeck. Pierson, Dresden und Leipzig 1899.